# Unidos
Unidos es el tercer álbum en la carrera del roquero español Miguel Ríos. Publicado en 1971, incluye una versión del tema Here comes the sun de The Beatles.

## Lista de canciones
1. Yo creo en ti - 4:21
2. Somebody help me - 5:01
3. Ten fe - 4:00
4. "El refugio - 4:50
5. Here comes the sun - 4:00
6. Quisiera despegarme - 4:24
7. Country grass - 3:50
8. Mi vida fue - 3:01
9. Dar amor - 3:13
10. Unidos - 3:56